# 谷口英明
谷口 英明（たにぐち ひであき、1955年6月17日 - ）は、MC企画に所属するフリーアナウンサーで、神戸常盤大学保健科学部診療放射線学科の特任教授。サンテレビジョン（サンテレビ）の元アナウンサーで、同局の正社員としては初めて、1988年から2019年までスポーツ中継で実況を担当していた。
自身と同じくスポーツ中継を中心に活動するフリーアナウンサーに、名前の1文字だけが違う谷口廣明がいる。

## 概歴
大阪市東住吉区（現在の平野区）喜連の出身。阪神タイガースの捕手時代からスポーツアナウンサーとして取材・共演の機会が多い矢野燿大（阪神一軍監督、元・朝日放送野球解説者）について、サンテレビの番組で「同じ平野区の隣町出身」と語ったことがある。
後に入社するサンテレビとの縁は、開局を控えた1969年の3月に、友人からの誘いで阪神甲子園球場ネット裏最前列の内野席で阪神対南海ホークスのオープン戦を観戦したことにまで遡る。当時は中学生で南海を応援していたが、サンテレビの社員が無料で配布していたUHFコンバーターを場内で受け取った。そのコンバーターを自宅のテレビへ繋げた後にチャンネルを「3」（サンテレビの地上デジタル放送のリモコンキーID）へ合わせたところ、読売ジャイアンツ以外の球団と対戦する阪神の公式戦を初めて見られたばかりか、この年に阪神へ入団したばかりの田淵幸一が滞空時間の長い本塁打を放ったシーンを目にした。そこから、阪神にどっぷり嵌るようになったという。
京都外国語大学への在学中に、知人からの勧めでアナウンサーを志望。生田教室などの専門学校でアナウンス技術の研鑽を積んだうえで、4年時の1977年（昭和52年）に在阪テレビ局のアナウンサー試験を受けた。実際にはどの局からも採用の内定を得られなかったが、「地元（関西地方）の放送局でなければ、身内や友人に（アナウンサーとしての仕事振りを）見てもらえない」との理由で、大学をあえて留年。受験先をサンテレビだけに絞ったうえで、翌1978年（昭和53年）に再び試験へ臨んだところ内定を得られたため、卒業後の1979年（昭和54年）に同局へ入社した。同期には、後にスポーツ局長を歴任した浮田信明などがいる。
谷口は入社当初からスポーツアナウンサーを志していたが、当時は正社員として勤務するアナウンサーが全員、報道部員として主にニュースを担当。プロ野球中継の『サンテレビボックス席』では、他局での実況経験が豊富なスポーツアナウンサー（元NHKの岡田実など）との番組出演契約によって実況陣を賄っていた。それでも、『サンテレビボックス席』で実況したい旨を上司へ直訴したことをきっかけに、岡田の紹介でNHKの新人アナウンサー研修に参加。当時NHKに在籍していたスポーツアナウンサー（島村俊治など）から指導を受けたことや、1987年（昭和62年）に自身の希望で報道部からスポーツ部へ異動したことを機に、スポーツアナウンサーとしての活動も始めた。もっとも、異動1年目の『サンテレビボックス席』では、放送に出ないスコアラーの役割へ専念。当時の実況アナウンサーからは契約の関係で直々に指導を仰げなかったため、試合の記録をスコアブックに付けながら、話術を盗むことに徹したという。
入社10年目の1988年（昭和63年）5月31日に、甲子園球場で催された阪神対ヤクルトスワローズ戦の中継で『サンテレビボックス席』の実況にデビュー。サンテレビの正社員からは初めての起用で、阪神OBの並木輝男が、同局の野球解説者としてデビューに立ち会った。並木は中継の随所で視聴者に向けて「今日は谷口という若いアナウンサーの（実況）デビューなので、名前を覚えてやって下さい」と連呼していたが、谷口と再び共演する機会は訪れず、この年の9月1日に脳出血で急逝した。
スポーツアナウンサーとしては、『サンテレビボックス席』をはじめ、サッカー、ラグビー、ゴルフなどの中継で実況やリポートを担当。プロ野球のオフシーズンに放送される『熱血!タイガース党』では、初代の司会を務めた。2003年からは、スポーツ中継に加えて、プロ野球シーズン限定で金曜日に不定期で放送される『虎辞書なる!!』にナビゲーターとして出演している。ちなみに、「虎辞書なる」というタイトルは、谷口による造語。同番組のオープニングでは、「あなたは歴史の証人です!」というフレーズを言いながら、右手の人差し指をテレビカメラに向ける姿が必ず見られる。
スポーツ関連以外の番組では、2005年4月から2年間、平日夕方のローカルニュース番組『ニュースEyeランド』の月曜日でメインキャスターを担当。2007年4月2日から2012年3月30日は、後番組の『ニュース・シグナル』でもメインキャスターを続けていた。
ちなみに、『ニュース・シグナル』には、2011年3月まで月～金曜日に出演。このため、2010年のプロ野球シーズンまではスポーツ中継への出演機会が（同番組を放送しない）週末や祝日に限られていた。
2011年4月からは、スポーツアナウンサーの後輩であった小浜英博が木・金曜日のメインキャスターに就任したため、平日の『サンテレビボックス席』中継へ登場する機会が増加。『ニュース･シグナル』終了後の2012年4月からは、再びスポーツ中継を中心に活動していた。阪神甲子園球場で阪神タイガース対横浜DeNAベイスターズ戦があった同年10月9日には、試合終了後に開かれた金本知憲（当時・阪神タイガース外野手）の引退セレモニーで場内の司会を務めた。
2015年の誕生日で60歳に達したため、同年6月30日付でサンテレビを定年退職。ただし、定年後もシニアアナウンサー（嘱託社員）として、番組への出演を続けていた。2016年4月からは、スポーツアナウンサーとしての活動と並行しながら、自社制作の情報番組（『午後キュン』シリーズ →　『情報スタジアム 4時!キャッチ』金曜分）で三船美佳と共にMC（司会）を担当していた。その一方で、2019年9月19日の阪神対東京ヤクルトスワローズ戦（甲子園）中継を最後に、『サンテレビボックス席』での実況担当を勇退。『4時!キャッチ』金曜日のMCも、2020年3月27日放送分で、三船と揃って卒業した。
スポーツアナウンサーとしては、前述したように、昭和時代の最後期（昭和63年）からキャリアをスタート。平成時代を通じて上記のレギュラー番組と並行しながらキャリアを積んだ後に、令和元年（2019年）でキャリアを終えた。
2020年3月31日付でサンテレビの嘱託契約を満了したこと を機に、翌4月1日付で神戸常盤大学保健科学部診療放射線学科の特任教授へ着任。アナウンサーとしての経験を背景に、コミュニケーション論などの講座を受け持つ。その一方で、2020年4月1日付でMC企画にも「文化人／アーティスト」扱いで所属。『虎辞書なる!!』の司会や「サンテレビアナウンスセミナー」（退職後の2020年度から開講→2021年度から「サンテレビアナウンススクールMOON」に改組）の講師など、同局を中心にアナウンサーとしての活動も続けている。

### プロ野球実況での特徴
1998年（平成10年）5月26日のタイガース対中日ドラゴンズのナイトゲーム中継（倉敷マスカットスタジアム）では、川尻哲郎（当時・タイガース投手）によるノーヒットノーラン達成の瞬間を実況した。
2005年（平成17年）の阪神タイガースセントラル・リーグ優勝決定試合（9月29日・阪神甲子園球場での読売ジャイアンツ戦）で実況を担当。優勝決定の瞬間に叫んだ「岡田阪神・大願成就!!」とのセリフは、後年『虎辞書なる!!』でこの試合を放送した際のサブタイトルにもなった。2012年劇場公開の映画『あなたへ』（東宝製作、高倉健主演）では、サンテレビ・阪神タイガースからの協力の下に、試合終了の瞬間の映像を谷口の実況音声とともに劇中で使っている。また、『ボックス席』でのタイガース公式戦中継が通算で3000試合に達した2013年4月には、記念特別番組『3000回メモリアル!～タイガースと共に～』や『NEWS PORT』（『ニュース・シグナル』の後継番組）内の特集（いずれも同月29日放送）でナビゲーターを務めた。
『ボックス席』の実況では、落ち着いた口調と球場の雰囲気を重視することが特徴。若手アナウンサー時代に前述した経緯で参加したNHKの研修で「アナウンサーが目立ちすぎてはいけない」「間の取り方が重要」という心得を学んだことによるもの で、後に実況を担当した試合では、打球の行方を追った映像に自身の声を乗せることがほとんどなかった。このため、サンテレビのアナウンサーでありながら、毎日放送（MBSテレビ）の『ちちんぷいぷい』でインタビューを受けたことがある。「プロの阪神ファン」を公言する当時の総合司会・角淳一（同局の元・アナウンサー）からの要望によるもので、スポーツ実況の経験がない角は、谷口を「野球の実況では日本一のアナウンサー」と絶賛している。
その一方で、落ち着いた口調に似合わず、選手の紹介には折に触れてギャグを織り混ぜていた。現に、福岡ダイエーホークス（ダイエー）戦の途中経過を伝える際に、ブレイディー・ラジオ投手を「ダイエーの先発はテレビ・・・失礼ラジオ」と口走ったことがある。また、木村拓也が広島東洋カープに在籍した時期には、阪神と広島の試合中に「バッターは反町・・・失礼キムタク」とわざとらしく紹介。マイク・キンケードが阪神に在籍していた時期には、試合中の全力疾走を「これがいわゆるキンちゃん走りです」と表現していた。
また、『ボックス席』での阪神戦完全中継に誇りを持つあまり、実況を担当する試合で他局（主にNHK-BS）のプロ野球中継を意識した発言を盛り込むこともあった。他の地上波テレビ局が全国ネットでプロ野球のナイトゲームを（最大延長）21時過ぎまで放送していた時期には、その中継が終了したことを見計らって『サンテレビボックス席』を見始めた視聴者に向けて、「他局からお越しのみなさんこんばんは、こちらは完全中継のサンテレビ!」と挨拶していた。
『ボックス席』で最後に実況を担当した2019年9月19日の阪神対ヤクルト戦（甲子園）中継では、この年に阪神へ入団した近本光司外野手が、1回裏の第1打席でセントラル・リーグ公式戦におけるシーズン最多安打の新人記録（通算154安打）を達成した瞬間に遭遇。『虎辞書なる!』で過去の阪神戦中継映像を流し始める際の決め台詞（「あなたは歴史の証人です」）を交えながら、視聴者に向けて、「テレビ（『ボックス席』）を御覧の皆さんは、『歴史の証人』となりました」と表現した。さらに、この記録を長嶋茂雄（巨人1年目の1958年に通算153安打でマーク）が永らく保持してきたことを踏まえて、「サンテレビボックス席（での実況を）、今日をもって引退とさせていただきます。長嶋茂雄さんの（引退セレモニーでの）言葉を借りるならば、『サンテレビボックス席は永久に不滅です』」という表現で実況を締めくくった。

## 現在の出演番組
- 虎辞書なる!!（ナビゲーター）
  - サンテレビの正社員（アナウンサー）時代から出演。過去に自身が実況やベンチリポートを担当した試合の映像を放送することもある。

## 過去の担当番組

### サンテレビアナウンサー時代
サンテレビのシニアアナウンサー時代にも、放送上は「サンテレビアナウンサー」という肩書を用いていた。
- SUN-TVニュース（不定期、プロ野球シーズン中でも担当）
- サンテレビボックス席（2019年シーズンまで実況やベンチリポートを担当）

※実況を通算で408試合担当。サンテレビ退職後の2020年6月からは、阪神戦中継におけるヒーローインタビューでの質問の決まり文句を吹き込んだ「ヒーローインタビューキーホルダー」（円形キーホルダーの表面の中央部を押すと上記の音源が流れる仕組み）が、中継公式グッズとしてサンテレビから発売されている（本人出演のCMも同局で放送）。
※2022年7月30日の阪神対東京ヤクルトスワローズ（甲子園）中継では、矢野が率いる阪神が勝利したことを受けて、矢野への勝利監督インタビューを担当した。事情は不明だが、本来実況やベンチリポートを担当するアナウンサーから休演者が相次いでいることに伴う緊急措置で、中継への出演はサンテレビとの嘱託契約満了・フリーアナウンサーへの転身後初めてである。
- ニュース・シグナルメインキャスター（番組開始から2011年3月までは月～金曜日、同年4月から番組終了の2012年3月まで月～水曜日を担当）
- 午後キュンシリーズ
  - 午後キュン（2016年4月9日 - 2018年3月31日、毎週土曜日13:00 - 14:00）
  - 午後キュンα（2016年4月10日から一時放送、毎週日曜日17:25 - 17:28）
  - 午後キュンβ（2016年4月10日から一時放送、基本として毎週日曜日22:25 - 22:28）
- 情報スタジアム 4時!キャッチ（金曜日MC、2018年4月6日 - 2020年3月27日）

※番組自体の最終回（2021年3月19日）にも、「サンテレビアナウンスセミナー」の講義を終えてから、「スペシャルゲスト」としてスタジオへ出演。後任MCの木内亮（在職中の後輩アナウンサー）と「おもてなしツアー」のロケに出向いた模様も放送された。
- サッカーヴィッセル神戸戦（主に旧JFL時代）
- バレーボール・ダイエーオレンジアタッカーズアワー（開催地に拘らず年間5.6試合担当していた）
- 全国高校ラグビー大会（兵庫県大会決勝と全国大会2回戦まで）※
- 全国高校サッカー

※以前ノーシードだった自身の担当校報徳学園が仙台育英相手に逆転した際に逆転の報徳はまだ生きていました!!!と実況した。高校サッカーとの掛け持ちをしており、3回戦以後はサッカー専念のため原則的には登場せず、しかし77回大会は担当校の報徳学園が準決勝に進んだため報徳サイドのリポーターを務めた。
※サンテレビでは現在、高校ラグビーのうち、小浜の実況で兵庫大会決勝だけを放送。高校サッカーについては、全国大会を含めて、後輩アナウンサーの湯浅明彦が実況やリポートを担当している。

### フリーアナウンサーへの転身後
- 連続テレビ小説『カムカムエヴリバディ』（NHK大阪放送局制作、2022年1月） - アナウンサー 役
  - 放送上は役名が付かず、複数の回に声が流れただけだが、サンテレビのアナウンサー時代に研修を受けたNHKの番組および、テレビドラマに初出演[8]。
- 連続テレビ小説『ブギウギ』（NHK大阪放送局制作、2024年1月11日） - アナウンサー 役
- 連続テレビ小説『おむすび』（NHK大阪放送局制作、2024年11月21日） - 教則ビデオの声 役